# Battle Cry of Freedom

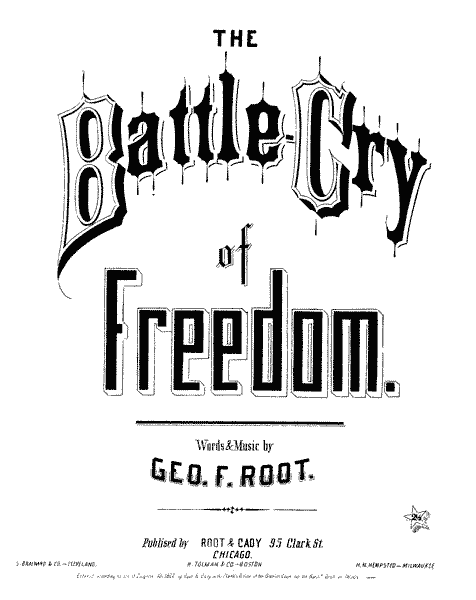
Cubierta de la canción de 1862.

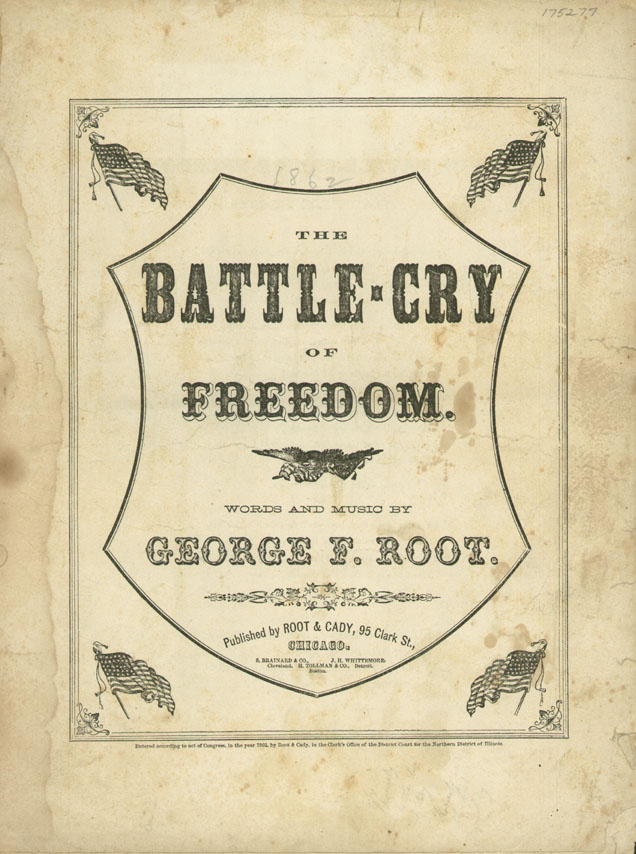
Battle Cry of Freedom.

"Battle Cry of Freedom" es una canción escrita en 1862 por el compositor estadounidense George Frederick Root (1820-1895) durante la guerra civil americana. Una canción patriótica advocando por la causa de la Unión, se convirtió en tan popular que el compositor H. L. Schreiner y el letrista W. H. Barnes la adaptaron para los Estados Confederados de América. 
La versión de la Unión fue utilizada como canción de campaña de Lincoln-Johnson para las elecciones presidenciales de 1864. La canción era tan popular que el editor tenía 14 prensas de impresión funcionando al mismo tiempo y todavía no podía satisfacer la demanda. Se estima que más de 700.000 copias de esta canción fueron puestas en circulación. Charles Ives citó la canción en su propia canción patriótica, "They Are There".

## Texto (versión de la Unión)
| Original en inglés | Traducción al español |
| Yes we'll rally round the flag, boys, we'll rally once again, Shouting the battle cry of freedom, We will rally from the hillside, we'll gather from the plain, Shouting the battle cry of freedom! (Chorus) The Union forever! Hurrah, boys, hurrah! Down with the traitors, up with the stars; While we rally round the flag, boys, rally once again, Shouting the battle cry of freedom! We are springing to the call of our brothers gone before, Shouting the battle cry of freedom! And we'll fill our vacant ranks with a million freemen more, Shouting the battle cry of freedom! (Chorus) We will welcome to our numbers the loyal, true and brave, Shouting the battle cry of freedom! And although they may be poor, not a man shall be a slave, Shouting the battle cry of freedom! (Chorus) So we're springing to the call from the East and from the West, Shouting the battle cry of Freedom; And we'll hurl the rebel crew from the land that we love best, Shouting the battle cry of Freedom. (Chorus) | Sí, nos reunimos en torno a la bandera, chicos, nos reunimos una vez más, Al grito de batalla de la libertad, Nos reunimos desde la ladera, nos reuniremos desde la llanura, ¡Al grito de batalla de la libertad! (Estribillo) ¡Para siempre la Unión! ¡Hurra, chicos, hurra! Abajo con los traidores, arriba con las estrellas; Mientras nos reunimos en torno a la bandera, chicos, reuníos una vez más, ¡Al grito de batalla de la libertad! Acudimos a la llamada de nuestros hermanos que nos precedieron, ¡Al grito de batalla de la libertad! Y llenaremos nuestras filas vacantes con un millón de hombres libres más, ¡Al grito de batalla de la libertad! (Estribillo) Daremos la bienvenida a nuestras filas a los leales, sinceros y valientes, ¡Al grito de batalla de la libertad! Y aunque puedan ser pobres, ningún hombre será esclavo, ¡Al grito de batalla de la libertad! (Estribillo) Así acudimos a la llamada desde el Este y desde el Oeste, Al grito de batalla de la libertad; Y echaremos a la pandilla de rebeldes de la tierra que más amamos, Al grito de batalla de la libertad. (Estribillo) |

## Texto (versión confederada)
| Original en inglés | Traducción al español |
| Our flag is proudly floating on the land and on the main, Shout, shout the battle cry of Freedom! Beneath it oft we've conquered, and we'll conquer oft again! Shout, shout the battle cry of Freedom! (Chorus) Our Dixie forever! She's never at a loss! Down with the eagle and up with the cross We'll rally 'round the bonny flag, we'll rally once again, Shout, shout the battle cry of Freedom! Our gallant boys have marched to the rolling of the drums. Shout, shout the battle cry of Freedom! And the leaders in charge cry out, "Come, boys, come!" Shout, shout the battle cry of Freedom! (Chorus) They have laid down their lives on the bloody battle field. Shout, shout the battle cry of Freedom! Their motto is resistance – "To the tyrants never yield!" Shout, shout the battle cry of Freedom! (Chorus) While our boys have responded and to the fields have gone. Shout, shout the battle cry of Freedom! Our noble women also have aided them at home. Shout, shout the battle cry of Freedom! (Chorus) | Nuestra bandera está al vuelo con orgullo en la tierra y en alta mar, ¡Grita, grita el grito de batalla de la Libertad! ¡Debajo de ella muchas veces hemos conquistado, y conquistaremos muchas más! ¡Grita, grita el grito de batalla de la Libertad! (Estribillo) ¡Nuestro Dixie para siempre! ¡Nunca está perdido! Abajo con el águila y arriba con la cruz Nos reuniremos alrededor de la bandera hermosa ("bonny"), nos reuniremos una vez más, ¡Grita, grita el grito de batalla de la Libertad! Nuestros chicos galantes han marchado al son de los tambores. ¡Grita, grita el grito de batalla de la Libertad! Y los líderes al cargo claman, "¡Venga, chicos, venga!" ¡Grita, grita el grito de batalla de la Libertad! (Estribillo) Se han dejado sus vidas en el sangriento campo de batalla. ¡Grita, grita el grito de batalla de la Libertad! Su lema es resistencia - "¡Nunca os entreguéis a los tiranos!" ¡Grita, grita el grito de batalla de la Libertad! (Estribillo) Mientras nuestros chicos han respondido y han ido a los campos. ¡Grita, grita el grito de batalla de la Libertad! Nuestras nobles mujeres también les han ayudado desde sus casas. ¡Grita, grita el grito de batalla de la Libertad! (Estribillo) |

## Estribillo (campaña de 1864)
| Original en inglés | Traducción al español |
| For Lincoln and Johnson, ¡hurrah, boys, hurrah! Down with the rebellion and on with the war, While we rally round the cause, boys, we'll rally in our might, Singing the holy cause of freemen. | Por Lincoln y Johnson, hurra, chicos, hurra! Abajo con la rebelión y adelante con la guerra, Mientras nos reunimos en torno a la causa, muchachos, nos reuniremos con nuestra fuerza, Cantando la causa sagrada de los hombres libres. |